# САРМ
САРМ — средний автодорожный разборный мост, предназначен для наведения новых и восстановления разрушенных высоководных мостов на военных автомобильных дорогах в короткие сроки.

## Техническое описание
Из материальной части САРМ возводятся однопролетные и многопролётные мосты с пролётами 18,6 м, 25,6 м и 32,6 м как разрезной, так и неразрезной систем под двухпутное и однопутное движение с промежуточными опорами, устанавливаемыми на основания, которые сооружаются из местных материалов.
В качестве опор могут быть также использованы сохранившиеся капитальные и временные опоры, а также табельные и нетабельные плавучие средства.

### Табель моста
Комплект моста САРМ состоит из:
- трёх пролётных строений с ездой поверху расчётным пролётом 32,6 м и габаритом проезда 7,2 м;
- двух промежуточных опор высотой 8,84 м;
- монтажного оборудования;
- приспособлений для транспортировки.

Из комплекта может быть собрано шесть пролётных строений расчётным пролётом 32,6 м и габаритом проезда 4,2 м.
Вся материальная часть моста делится на:
- группу пролётных строений;
- группу опор;
- группу монтажного оборудования;
- группу приспособлений для транспортировки.